# 風葵
風葵（かずき、1998年10月15日 - ）は、日本の俳優、モデル。茨城県鉾田市出身。

## 経歴
2019年、「シブスタ2019」にてUnited Neo賞を受賞。これをきっかけに芸能界入りし、プラチナムプロダクションに3年間所属。2024年9月よりフリーとして活動。

## 出演

### 広告・CM
- メンズ専門脱毛サロン「ふーも!」（2019年〜）アンバサダー
- 「Boys Beauty」公式アンバサダー（2019年〜2021年）
- 「nimaスノーウェア」広告モデル（2020年〜）
- メンズコスメ「ZIGEN」BBクリーム イメージモデル（2021年）
- WebCM「コールオブドラゴンズ」（2024年）
- WebCM「Go!Go!マフィン」（2025年）
- ショートドラマ広告「omiai｣ (奢り奢られ)（2025年）
- ショートドラマ広告 ｢クライナー｣(俺たち、チームクライナー)（2025年）

### テレビ・ドラマ
- 「クイズ!THE違和感」（TBS、2021年）VTR出演
- 「ホットママ」（Amazonプライム、2021年）社員役
- 「JKからやり直すシルバープラン」（テレビ東京、2021年）生徒役
- 「ヒロミ・指原の“恋のお世話始めました”」（AbemaTV、2021年）
- 「おたキス」（YouTube、2022年）主演
- 「社長と私の結婚ごっこ」（TikTok、2023年）主演 鷺原祐紀役
- 「ポテトピクチャーズ」（YouTube、2023年）主演
- 「リスタートの女神様」（YouTube、2024年）第1話 小林健斗役

### 映画
- 「恋わずらいのエリー」（2023年、監督：三木康一郎）生徒役

### MV
- WHITE JAMSHIROSE「磁石」（2025年）

### 舞台
- 「目にすることなき風景」皆川シン役（2021年）
- 「トンネルに咲く花」アキラ役（2022年）
- 「idk.」主演 高木役（2022年）
- 「ネリネという花がある」進藤司役（2022年）
- 「quatre entree」二見尚之役（2022年）
- 「ただ、多他」中島一馬役（2023年）
- 「ずれ」樹役（2023年）
- 「未定なまま」主演 和人役（2025年）

### 雑誌
- 「FINEBOYS+おしゃれヘアカタログ2020」（2020年）
- 「egg」春号（2020年）
- 「MEN'S NON-NO」7月号（2021年）

### イベント・その他
- 「シブスタ2019」United Neo賞受賞
- 「超十代2019」ゲスト出演
- 通販アプリ「check」レギュラー出演（2019年）
- JUNESバトルグランプリ2019 ヘアショーモデル
- STYLING Collection SPC GLOBAL 中央地区大会 グランプリ、全国大会 準グランプリ
- 「ミスタスPR大使コンテスト」MULC賞（2020年）